# Butan-2,3-diona
La butan-2,3-diona, antigament anomenada diacetil, és un compost orgànic de la classe de les cetones amb la fórmula química (CH3CO)2. És un líquid groc amb un intens sabor de mantega. És una dicetona veïnal (dos grups C=O, un al costat de l'altre).
La butan-2,3-diona es troba de manera natural en les begudes alcohòliques i s'afegeix com a aromatitzant a alguns aliments per donar-li el seu sabor de mantega. Es produeix industrialment per deshidrogenació del butan-2,3-diol. L'acetoïna és un intermedi d'aquest procés.